# 迷路館の殺人
『迷路館の殺人』（めいろかんのさつじん）は、綾辻行人による日本の推理小説。館シリーズの第三作である。

## あらすじ
鹿谷門実のデビュー作『迷路館の殺人』。それは作者自身が巻き込まれた実在の連続殺人事件を基にした推理小説であった。
推理作家界の巨匠・宮垣葉太郎の還暦の祝賀パーティーに招かれた推理作家、評論家、編集者、そして島田潔。約束の時間を過ぎても現れない宮垣を待っていると、秘書の井野が現れ、宮垣が今朝、自殺したこと、遺書に従い、警察には通報していないことを告げる。宮垣は1本のテープを遺していた。そのテープの内容は、5日後まで、秘書の井野と医師の黒江以外は館を出てはならず、警察に通報してはならない、その5日の間に館に滞在する作家4人は、“迷路館”を舞台とした、自分が被害者となる殺人事件をテーマとした、遺産相続者の審査・選別のための推理小説を執筆しなければならない、最も優れた作品を書いた者に、遺産の半分を相続する権利を与える、というものだった。
驚愕しながらも、多額の遺産に目の眩んだ作家たちは各々執筆を始める。だが候補作家たちが次々と、小説の見立てどおりに殺されていく。

## 登場人物
本作の登場人物の名前は、島田潔を除き鹿谷門実名義の作中作における仮名である。
宮垣 葉太郎（みやがき ようたろう）
推理作家。60歳。“迷路館”の主人。戦後間もない1948年に21歳の若さでデビューし、以来、推理小説界を席巻してきた、推理作家界の重鎮。
自らが実名で活動してきたこともあってか筆名否定論者であり、筆名を名乗っている弟子たちにも現実世界では実名で呼び合うようにと言い付けている。子供嫌い。
『暗黒館の殺人』文庫版にて実際の名前は「宮垣杳太郎」とされ、本作でも新装改訂版にて付加された。
清村 淳一（きよむら じゅんいち）
推理作家。30歳。デビュー前は小さな劇団に所属していた。一見すると好青年だが、一筋縄では行かない性格。まどかとは元夫婦。
須崎 昌輔（すざき しょうすけ）
推理作家。41歳。中世ヨーロッパを舞台にした本格ミステリを得意とする。作家としての実力は編集者である宇多山も認めるほど高いが、非常に遅筆で編集者からは敬遠されがちである。同性愛者で、最近は林のことを口説いていた。
舟丘 まどか（ふなおか まどか）
推理作家。30歳。デビュー当時は若くて美人の女流新人作家として注目されたが、その後は伸び悩みの状態が続く。清村とは元夫婦。
林 宏也（はやし ひろや）
推理作家。27歳。気が弱い。
鮫嶋 智生（さめじま ともお）
評論家。38歳。9歳になる息子がいるが、その子供は生まれつき重度の知的障害を抱え身体もあまり丈夫ではない。新人文学賞の評論部門で宮垣の絶賛を受け、評論家としてデビューした。評論家になる前は高校の数学教師をしていた。
宇多山 英幸（うたやま ひでゆき）
大手出版社「稀譚（きたん）社」の編集者。宮垣の担当であり、その作品のファンでもある。40歳。
モデルは講談社の編集者であった宇山日出臣。『黒猫館の殺人』にも彼と思しき編集者が登場する。
宇多山 桂子（うたやま けいこ）
英幸の妻。33歳。夫のことを“宇多山さん”と呼ぶ。医大卒で、耳鼻咽喉科に勤めていたが、患者との人間関係に悩み辞めた。
井野 満男（いの みつお）
宮垣の秘書。36歳。
角松 冨美（かどまつ ふみ）
“迷路館”の使用人。63歳。給料分の仕事をする以外にはあまり関心がない。新装改訂版では名前が「フミヱ」に変更されている。
島田 潔（しまだ きよし）
探偵。推理小説マニア。中村青司の館を見たくて“迷路館”へ向かっていたところ、宮垣と知り合い今回、「推理小説マニア代表」としてパーティーに招かれる縁となった。
黒江 辰夫（くろえ たつお）
宮垣の主治医。

## 書籍情報
- 講談社ノベルス：1988年9月5日発行、ISBN 4-06-181381-1
- 講談社文庫：1992年9月15日発行、ISBN 4-06-185226-4
- 講談社文庫（新装改訂版）：2009年11月13日発行、ISBN 978-4-06-276397-4

綾辻は文庫版のあとがきで、「いつか一．五倍〜二倍くらいの長さの「完全改訂版」を作りたい」と述べていたが、新装改訂版のあとがきでは、「文庫化から十七年をおいて冷静に眺めてみて、そのような改稿は愚策だな、と思い直したところがある」と述べている。ただ、前二作の新装改訂版にはあった「本書をもって決定版としたい」という文言はない。

## 館シリーズ
- 十角館の殺人（1987年9月）
- 水車館の殺人（1988年2月）
- 迷路館の殺人（1988年9月）
- 人形館の殺人（1989年4月）
- 時計館の殺人（1991年9月）
- 黒猫館の殺人（1992年4月）
- 暗黒館の殺人（2004年9月）
- びっくり館の殺人（2006年3月）
- 奇面館の殺人（2012年1月）